# PSM3
PSM3 (сокращение от PlayStation 3 Magazine) — британский журнал о видеоиграх для игровых приставок Sony, выходивший ежемесячно с 2000 по 2012 год. 
Первый номер журнала вышел в октябре 2000 года под названием PSM2. Журнал быстро стал одним из самых популярных неофициальных журналов о PlayStation в Великобритании. Начиная с 78 выпуска, журнал изменил своё название на PSM3 и сфокусировался на PlayStation 3, хотя материалы о PlayStation 2 и PlayStation Portable продолжали печататься. В июле 2011 года был произведен редизайн PSM3, с целью соответствовать «нуждам современного взрослого игрока».
13 ноября 2012 года было анонсировано, что журналы PSM3 и Xbox World будут закрыты издателем. Последний номер вышел 12 декабря 2012 года. 

## Диск
Диск PSM3 был популярен среди читателей благодаря обзорам. Каждый месяц на диске выкладывались видеозаписи игрового процесса с комментариями авторов журнала. 
В 2007 году был выпущен двухсторонний диск PSM3. На одной стороне был стандартный DVD, а на другой были записаны игровые трейлеры в высоком разрешении, скриншоты и игровые сохранения.

## Блог
Блог PSM3 существовал с середины 2006 года. Изначально независимый, он стал частью сети CVG, вместе с другими игровыми журналами Future, включая Xbox World. В 2006 году команда PSM3 выхожила через блог видеозаписи игры на PlayStation 3 в неконтроллируемой обстановки до выхода приставки. Эти ролики стали очень популярными на YouTube, но вскоре были удалены. Блог привлек к себе внимание во время начала продаж PlayStation 3 в японии, когда внештатный сотрудник журнала Джоэль Снейп стоял в очереди за приставкой и вел репортаж в прямом эфире. Снейп был вторым человеком в очереди и стал вторым человеком в мире, купившим PlayStation 3.

## Подкасты
21 июня 2007 года PSM3 анонсировали, что будут выпускать подкасты и предложили читателям выбирать темы для дискуссий. Первый выпуск подкаста был хорошо встречен читателями, что привело к выпуску второго 31 июля 2007 года. Оба подкаста длиной были больше часа. После этого, выпуски стали регулярными.